# 준표
준표(본명: 전준표, 2003년 5월 25일 ~ )는 대한민국의 가수이다. KBS2의 리얼리티 경쟁 프로그램 메이크 메이트 원에 출연하여 최종화에서 최종순위는 6위이고, 이를 통해 대한민국의 보이 그룹 NouerA의 멤버가 되었다.

## 출연 작품

### 텔레비전 프로그램
- 2025년 KBS2 《뮤직뱅크》 스페셜 은행장(MC) (2025년 4월 4일)